# Viorel Gheorghe
Viorel Gheorghe (n. 27 iulie 1981, Brașov, România) este un jucător de fotbal român retras din activitate. A jucat în prima ligă românească la Farul Constanța, FC Brașov și în a doua liga la  AFC Unirea Slobozia.